# Street Fare
Street Fare ist eine US-amerikanische Funk-Band, bestehend aus Manzel Lamar, Sandi Alexander und Paul Christopher, die 1987 mit ihren Alben Come and Get This Love, der gleichnamigen Single und ihrem Album Street Fare kurzzeitig Erfolg hatte. Sie standen bei Atlantic Records unter Vertrag.

## Diskografie
- Come and Get This Love (Promo)
- Come and Get This Love (LP)
- Out of Reach (Promo)
- Street Fare (LP)[1]